# 2025年北馬其頓夜店大火
2025年3月16日，北馬其頓科查尼市Pulse夜總會發生火災，造成62人死亡、193人受傷。火災起因是室內煙花火花引燃天花板，劇毒濃煙迅速充斥整個場館。該夜總會屬無照經營且嚴重違反安全規範：未裝設灑水系統、逃生出口不足，僅配備單支滅火器。由於夜總會位於人口稠密社區，消防車難以接近，阻礙救援行動。當地醫院設備嚴重不足，救護車數量短缺導致部分傷者只能躺在街上。許多傷者因人群蜂擁逃生時遭受嚴重燒傷、吸入性損傷和踩踏傷。歐洲聯盟為此啟動民事保護機制，協調傷患空運至成員國治療。這是自2015年羅馬尼亞夜店大火後歐洲最嚴重的夜店火災，也是北馬其頓史上最致命火災。政府下令全國夜總會停業三日接受檢查，多名部長級官員與警員因涉嫌違法核發執照被捕。全國舉行守夜悼念活動，事後爆發多場反貪腐示威。

## 背景
該夜總會前身為地毯倉庫，當地記者形容是「簡陋夜店」。當局確認其無合法營業執照，但火災前已違法經營數年。內政部長潘切·托什科夫斯基指出，該建築僅獲輕工業用途許可，且樂隊與業主間無書面合約。曾於20年前在該建築紡織廠工作的居民表示，難以置信這狹小空間能容納500人，且「天花板極低」。
火災後檢查發現建築消防與照明系統缺陷，後門被鎖死僅剩單一有效出口。後門內側無把手，覆蓋易燃隔音材與石膏板。建築使用易燃建材，無火災警報系統，僅一支滅火器，亦無緊急電源切斷裝置。

## 火災經過
3月16日凌晨2:35，約650人在Pulse夜總會觀看北馬其頓嘻哈雙人組DNK演出，實際僅售出250張門票，超載達法定容量的兩倍。2:32演出時，DNK點燃垂直噴射的室內煙花，火花引燃天花板隔音泡棉，火勢伴隨毒煙瞬間吞噬全場。
現場影片顯示有人嘗試滅火，部分顧客撤離時仍在觀望。一名生還者表示曾警告孩童離開，反遭嘲笑。逃生人潮引發人群踩踏，部分遇難者遭踐踏致死。有生還者描述在樓梯跌倒後遭人群踩踏。樂隊成員曾呼籲疏散。部分人試圖從洗手間逃生，但窗戶被鐵欄封死。19歲青年約萬·科斯塔迪諾夫救出21人，其家鄉維尼察市政府宣布頒發紀念牌匾，並提供每月6000代納爾教育補助。
首通急救電話於2:48接通，鄰近城市消防隊同步出動。密集社區環境阻礙消防車進入，傷者被緊急送往什蒂普、科查尼與斯科普里醫院。

## 傷亡情況

### 死亡
至少62人遇難，年齡介於16至48歲，含6名未成年人。此為繼2015年羅馬尼亞夜店大火（同因煙火引發）後歐洲最嚴重夜店火災，亦是北馬其頓史上最致命火災。科查尼醫院院長克里斯蒂娜·塞拉菲莫夫斯卡表示多數死者因踩踏致死，部分遺體因未攜證件難以辨認。救護車司機伊萊·戈采夫斯基當日運送傷患後返家休息，次日於睡夢中因過勞引發心臟病去世，其同事發文揭露救護人員超負荷工作現狀，獲衛生部長阿爾本·塔拉瓦里承諾改善待遇。
DNK主唱之一安德烈亞·喬吉耶夫斯基（Andreja Gjorgjieski）與樂隊攝影師、和聲歌手、鼓手、鍵盤手確認罹難，另兩名成員傷重不治。另一主唱弗拉基米爾·布拉熱夫面部與手部燒傷，為樂隊唯一生還者。網絡謠傳喬吉耶夫斯基生還，其妻駁斥並要求尊重隱私。目擊者與經紀人稱喬吉耶夫斯基曾返回火場救人。
一名在場緝毒警員殉職。舒肯迪亞足球俱樂部球員安德烈·拉扎羅夫救人時吸入濃煙燒傷，送醫不治。遇難者還包括什蒂普青年足球守門員與科查尼籃球運動員。

### 傷患
193人受傷，含20名未成年人。72人於國內住院，101人轉送國外。科查尼地區醫院僅兩輛救護車與一輛救護廂型車，無法應對大量傷患，部分傷者由民眾協助送醫。有家屬描述醫院走廊堆滿遺體，需跨過才能確認親人傷勢。
由於燒傷與吸入性損傷嚴重，部分傷者轉送斯科普里與什蒂普專科醫院。3月17日前，科查尼綜合醫院剩餘患者全數轉院。因夜店天花板石膏板含致癌物石棉，衛生部長塔拉瓦里呼籲現場人員就醫檢查。斯科普里大學土木工程教授梅麗·茨維特科夫斯卡澄清石棉遇熱碎裂而非燃燒，醫生博揚·特拉伊科夫斯基建議現場人員終身監測間皮瘤徵兆。
3月16-17日，重傷者分送多國：9人至土耳其（伊斯坦堡3人、安卡拉6人），14人至保加利亞（索菲亞8人、瓦爾納與普羅夫迪夫各3人），5人至希臘塞薩洛尼基，29人至塞爾維亞4家醫院，4人至立陶宛，2人至匈牙利布達佩斯與奧地利維也納。4月4日與7日，立陶宛兩名傷者相繼不治。3月18日，2人轉送克羅埃西亞札格雷布，4人由義大利空軍專機送抵米蘭。荷蘭三家燒傷中心承諾提供醫療協助。斯洛維尼亞軍機運送2人至盧比安納大學醫學中心，另2人至馬里博爾大學醫學中心。3月17日，希臘空軍C-130運送3名重症至雅典軍醫院，衛生部長阿多尼斯·喬治亞迪斯宣布雅典三家醫院與塞薩洛尼基一家醫院進入高度戒備。同日奧地利空軍醫療後送C-130執行三架次任務，將傷者送治格拉茨與維也納。
克羅埃西亞總理安德烈·普連科維奇3月17日宣布，19日將以軍用直升機轉送4名傷患。捷克派遣中央軍事醫院10人醫療隊支援。波蘭3月18日宣布於文奇納燒傷治療與重建中心接收2名傷患，由波蘭航空醫療救援負責轉運。比利時3月19日派遣B-FAST急救隊轉送4名傷患。3月20日，3名傷患空運至伊斯坦堡巴沙克謝希爾松櫻市醫院。同日西班牙宣布接收7人，5人至拉巴斯醫院，2人至赫塔菲大學醫院。挪威軍醫部門同日租用北歐航空班機轉送7人至西班牙。

### 葬禮
3月20日，什蒂普、科查尼與奧布萊舍沃舉行葬禮。科查尼場次由馬其頓東正教會大主教斯特凡主持，僅限遇難者家屬參加，儀式開始時有哀悼者昏厥。DNK成員中，喬吉耶夫斯基安葬於布泰爾，和聲歌手薩拉·普羅伊科夫斯卡葬於戈爾諾利西切，鼓手喬爾吉·喬爾吉耶夫葬於斯特魯米察，鍵盤手菲利普·斯特凡諾夫斯基等人葬於什蒂普。
音像媒體服務署要求媒體報導葬禮時「遵循最高專業與倫理標準」，避免拍攝墓地或侵犯隱私。政府譴責部分外媒「逾越人性尊嚴底線」。塞爾維亞獨立記者協會點名《Republika》、《庫里爾報》、《閃電報》、《Alo!》、《電訊報》、《Mondo》違反《記者倫理守則》中「禁止報導私人葬禮」條款，要求塞爾維亞信息與電信部採取行動。塞爾維亞信息與電信部下令涉事媒體立即刪除相關內容，稱其「侵犯遇難者尊嚴、加劇親屬痛苦、違背基本專業準則」。

## 後續影響

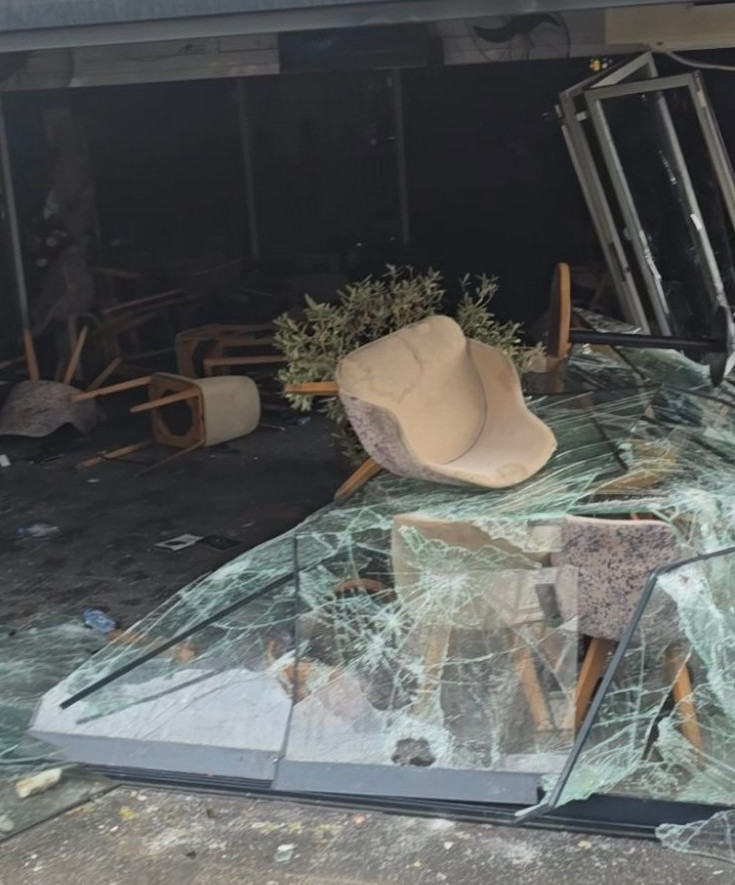
與Pulse夜總會同業主所有的Klasik咖啡館在科查尼抗議活動中被拆除

科查尼舉行燭光守夜活動。舒肯迪亞足球俱樂部發聲明悼念拉扎羅夫。火災後全國爆發自發性示威，民眾聚集於科查尼、什蒂普、維尼察、斯特魯米察與蓋夫蓋利亞悼念並要求追責。3月17日，科查尼示威升級，青年向市政廳投擲雞蛋與玻璃瓶，警方封鎖建築入口，要求已辭職的市長留普喬·帕帕佐夫現身。
民眾破壞與夜總會業主相關的Klasik咖啡館及車輛，推翻業主座車並試圖縱火燒屋。警方以「屋內有兒童」勸阻時，民眾反嗆「火災中死去的孩子誰來保護」。3月18日，人群包圍帕帕佐夫住宅試圖衝破警方防線投石，一名神父安撫稱「先安葬孩子，之後要燒城隨你們」。
什蒂普學生集會要求為五名同鄉遇難者討公道。3月17日中午，斯科普里大學數千名師生默哀七分鐘悼念59名遇難者，教育科學部長維斯娜·亞涅夫斯卡與校長比莉亞娜·安格洛娃致詞時，兩名與會者昏倒送醫，學生對亞涅夫斯卡報以噓聲，防暴警察護衛其離場。斯特魯米察和平集會中，當地出身的DNK鼓手喬爾吉·喬爾吉耶夫成為悼念焦點。比托拉、卡瓦達爾齊、普羅比什蒂普、泰托沃、韋萊斯等地也爆發和平示威。3月18日，奧赫里德與斯科普里馬其頓廣場分別舉辦悼念活動。

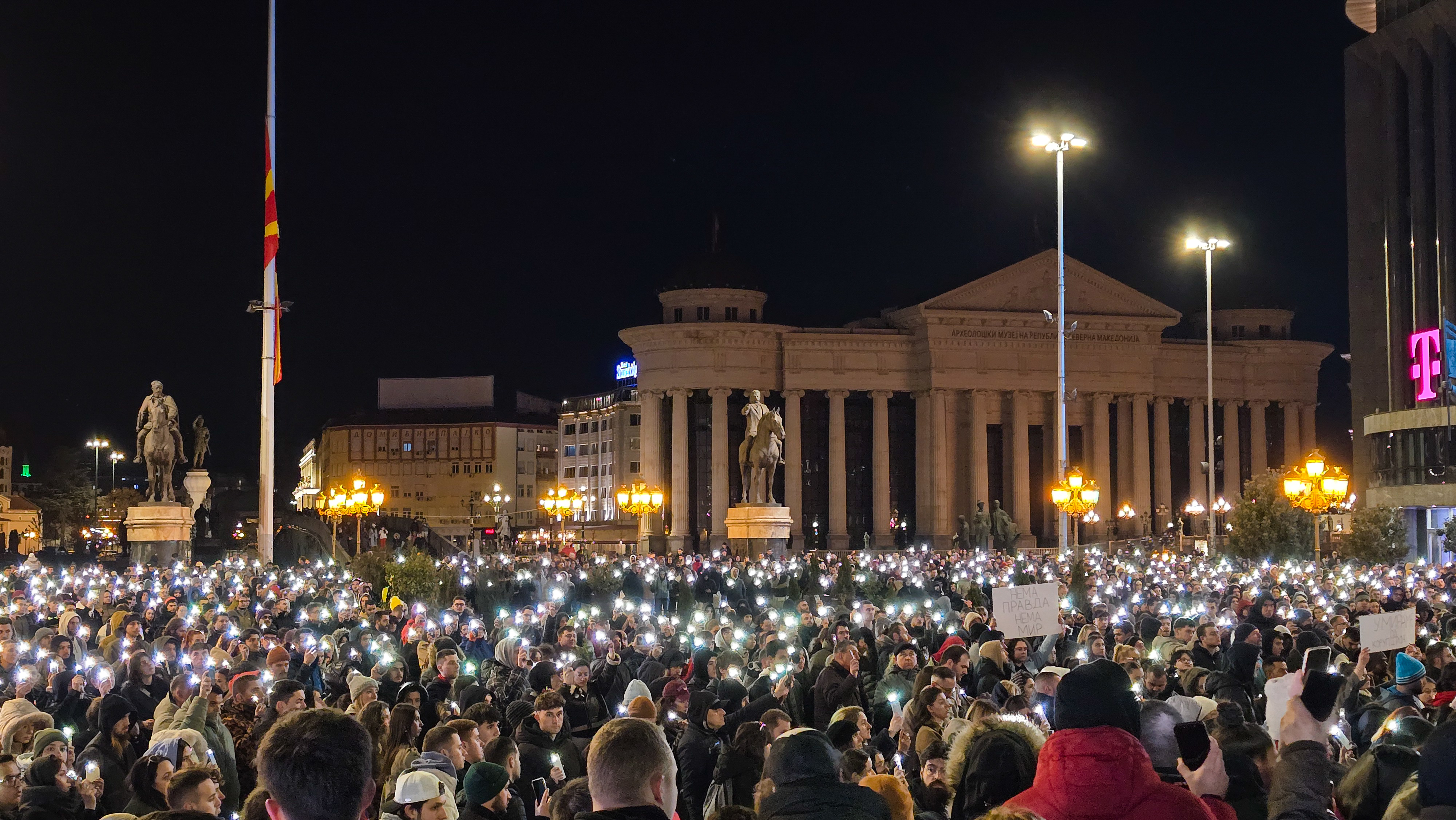
2025年3月18日，民眾在斯科普里馬其頓廣場悼念科查尼夜總會火災遇難者，集體開啟手機閃光燈指向天空作為紀念

3月18日，北馬其頓各城市舉辦悼念與追責集會，主要由學生發起。馬其頓廣場集會吸引數千人。會後七名媒體工作者（含路透社記者）因使用無人機拍攝遭警方拘留，當局稱未及時公告禁飛令。保加利亞bTV記者團隊同樣因操作無人機被捕。3月22日，旅居塞薩洛尼基的北馬其頓人於亞里斯多德廣場默哀60分鐘，悼念所有遇難者及救護車司機。3月24日，「下一個是誰？」運動發起大規模集會，要求政府為火災負責。人群前往聖瑙姆醫院向醫護致敬，隨後包圍政府大樓高呼「兇手下台」。3月26日，普羅伊科夫斯卡的學生（她曾任教於斯科普里大學音樂學院）釋放60顆白色氣球並舉辦音樂表演悼念。3月29日，「下一個是誰？」運動在議會大廈前抗議。

## 調查進展
內政部長托什科夫斯基指夜總會執照涉貪腐，後續報導稱其屬無照經營。當局搜查兩名前經濟部職員住所，查扣設備、文件與武器彈藥。3月18日，托什科夫斯基宣布由斯科普里警員取代什蒂普與韋萊斯當地警力主導調查，強調此舉「不暗示當地警員有罪」。政府下令全國夜總會停業三日受檢。檢查發現Pulse夜總會存在重大安全違規：
缺乏基本消防設備，包括不足的滅火器與故障警報系統
後門鎖閉導致單一出口，嚴重阻礙火災疏散
違法使用隔音材料等未經許可的裝修改建
3月17日記者會上，總理克里斯蒂安·米茨科斯基稱全國僅12家夜總會合法執照，Pulse不在其中。次日政府發言人改稱50家受檢場所中22家持照，15家無照或執照過期，多家娛樂場所遭勒令停業。三家持照夜總會因多項違規遭吊銷執照。警方排查全國12家合法煙火供應商。3月20日，檢察長留普喬·科采夫斯基表示正調查「賄賂、煙火採購違法等多項罪名」。

### 輿論反應
代表阿爾巴尼亞族利益的政黨融合民主聯盟質疑調查合法性與公正性，尤其針對檢方干預與政治逮捕。

## 法律行動
截至2025年4月13日，52人與3家公司因火災受查。至少34人列為嫌疑人，27人與3個實體面臨刑事調查。前經濟部國務秘書拉茲梅娜·切基奇·久羅維奇因簽署夜總會偽造執照被捕。當局確認政府資料庫無Pulse夜總會執照記錄，儘管其使用正式公文用紙並有經濟部職員簽名。夜總會業主德揚·約萬諾夫及其子被捕。警方搜查約萬諾夫住所、車輛與商業場所，查扣電子設備與文件。
3月20日，七名警員因涉嫌「簽署核准」夜總會餐飲執照申請被捕，儘管其未達最低標準。4月15日再逮捕七名什蒂普內政部職員與科查尼警員。三名前科查尼市長——拉特科·迪米特羅夫斯基、尼科爾喬·伊利耶夫與帕帕佐夫（火災後辭職）——因涉夜總會非法營運於3月20日被捕，被控未能阻止非法經營。截至2025年3月26日，迪米特羅夫斯基與伊利耶夫遭軟禁，帕帕佐夫在押。
3月17日，前國家市場監察局局長戈蘭·特拉伊科夫斯基與前經濟部長克雷什尼克·貝克泰希被捕，貝克泰希在斯科普里警局接受訊問並出席預審聽證，其妻稱他為主動投案。托什科夫斯基表示調查結束後將對貝克泰希提起刑事訴訟。3月25日，業主妻女被捕。4月12日，前經濟部長瓦隆·薩拉奇尼與貝基姆·內濟里、保護與救援局局長沙班·薩柳被捕。

## 各方反應

### 國內反應
總理赫里斯蒂揚·米科斯基（Hristijan Mickoski）對夜店火災事故深感哀痛，表示這場悲劇奪走了許多年輕的生命，損失無法彌補，政府已全力動員協助查明起火原因。 總統戈爾達娜·西利亞諾夫斯卡-達夫科娃（Gordana Siljanovska-Davkova）前往醫院探視部分傷患，也與他們的家屬會面。 她呼籲嚴懲肇事者，並說：「沒有什麼比一條年輕的生命更寶貴。」
科查尼市長柳普喬·帕帕佐夫（Ljupčo Papazov）於3月17日宣布辭職。 他在社群媒體上表示，希望能徹查火災原因，並呼籲全國團結一致面對困難。
衛生部長阿本·塔拉瓦里（Arben Taravari）表示，針對被送往國外治療的傷患，政府將安排代表每四至五小時向家屬通報最新狀況。
托什科夫斯基（Toškovski）於3月20日宣布，國內所有電信業者將對海外馬其頓人免除漫遊與網路費用，方便他們與在國內的家人和政府聯繫。
政府宣布為罹難者舉行為期七天的全國哀悼日。 3月19日晚上，兩名18歲青年因在首都斯科普里市立公園餐廳慶生並施放煙火，違反哀悼規定而遭逮捕。
音訊與視訊媒體服務機構建議媒體在哀悼期間應播放符合氛圍的內容，音樂應選用哀悼性質的曲風，所有喜劇節目和娛樂節目暫停，並暫停廣告播放。此外，也暫時取消原定播放馬其頓音樂比例的規定。
文化與觀光部長佐蘭·柳特科夫宣布取消一週內所有由文化部及其轄下機構舉辦的文化活動。 他表達對罹難者家屬的關懷，並表示斯科普里的文化機構將提供必要協助。
馬其頓國家劇院取消3月17日至22日的所有演出，並提供劇院化妝間與套房作為傷者家屬的臨時住宿。 在斯科普里，許多旅館與餐廳提供免費食宿給前來探病的家屬。 政府也開設心理諮詢專線，提供受災者及其家屬心理支持。
音訊與視訊媒體服務機構捐出1,500,000MKD給馬其頓紅十字會的「團結基金」，用於協助火災受災者。 馬其頓大學學生會也將在校園募得的415,724馬其頓代納爾全數捐出。 截至2025年3月20日，團結基金已累積捐款達34,836,205馬其頓代納爾。

北馬其頓國家足球代表隊在歐洲足球協會（UEFA）允許下，於前兩場2026年國際足協世界盃外圍賽比賽中穿上黑灰配色球衣，以示對罹難者的悼念。在3月22日對列支敦士登以及3月25日對威爾斯的比賽中，兩隊球員都配戴黑色臂章，並於開賽前默哀一分鐘。 此外，北馬其頓足球協會也宣布，將3月25日於斯科普里主場迎戰威爾斯之賽事的所有門票收入，全數捐贈給受災家庭。
2025年4月1日，北馬其頓議會通過一項法案，禁止在室內空間使用任何形式的煙火與爆竹。

### 國際反應
歐盟的政治領袖，以及阿爾巴尼亞、亞塞拜然、白俄羅斯、波士尼亞與赫塞哥維納、保加利亞、克羅埃西亞、捷克共和國、喬治亞、希臘、愛爾蘭、以色列、義大利、科索沃、拉脫維亞、立陶宛、摩爾多瓦、蒙特內哥羅、挪威、波蘭、羅馬尼亞、俄羅斯、塞爾維亞、斯洛伐克、斯洛維尼亞、瑞典、土耳其、烏克蘭與阿拉伯聯合大公國等國政府皆對此悲劇表達慰問與支持。
教宗方濟各與君士坦丁堡普世牧首巴爾多祿茂一世也發表聲明哀悼火災罹難者。
為表達與北馬其頓的團結，保加利亞、波士尼亞與赫塞哥維納與塞爾維亞宣布將3月18日訂為全國哀悼日，蒙特內哥羅則在3月17日舉行哀悼。
馬其頓衛生部長塔拉瓦里表示，阿爾巴尼亞、保加利亞、希臘與塞爾維亞等鄰國已主動提出協助意願。
3月18日，塞爾維亞諾維薩德市（Novi Sad）的居民聚集在自由廣場（Freedom Square），點燃蠟燭，向火災罹難者致意。

## 另見
- 夜店火災列表
- 煙火事故與事件列表
- 羅德島車站夜總會大火，2003年由舞台煙火與易燃吸音泡棉引發的火災
- 聖瑪利亞城夜總會火災，2013年因煙火和吸音泡棉燃燒釀成悲劇